# Altensalzkoth
Altensalzkoth ist ein Ortsteil der zur niedersächsischen Stadt Bergen gehörenden Ortschaft Eversen im Landkreis Celle in der Lüneburger Heide. Er liegt 13 km nördlich von Celle an der L240 und zählt heute 65 Einwohner. Unmittelbar nördlich von Altensalzkoth fließen der Sunderbach und der Kohlenbach zusammen, es entsteht der Bruchbach.

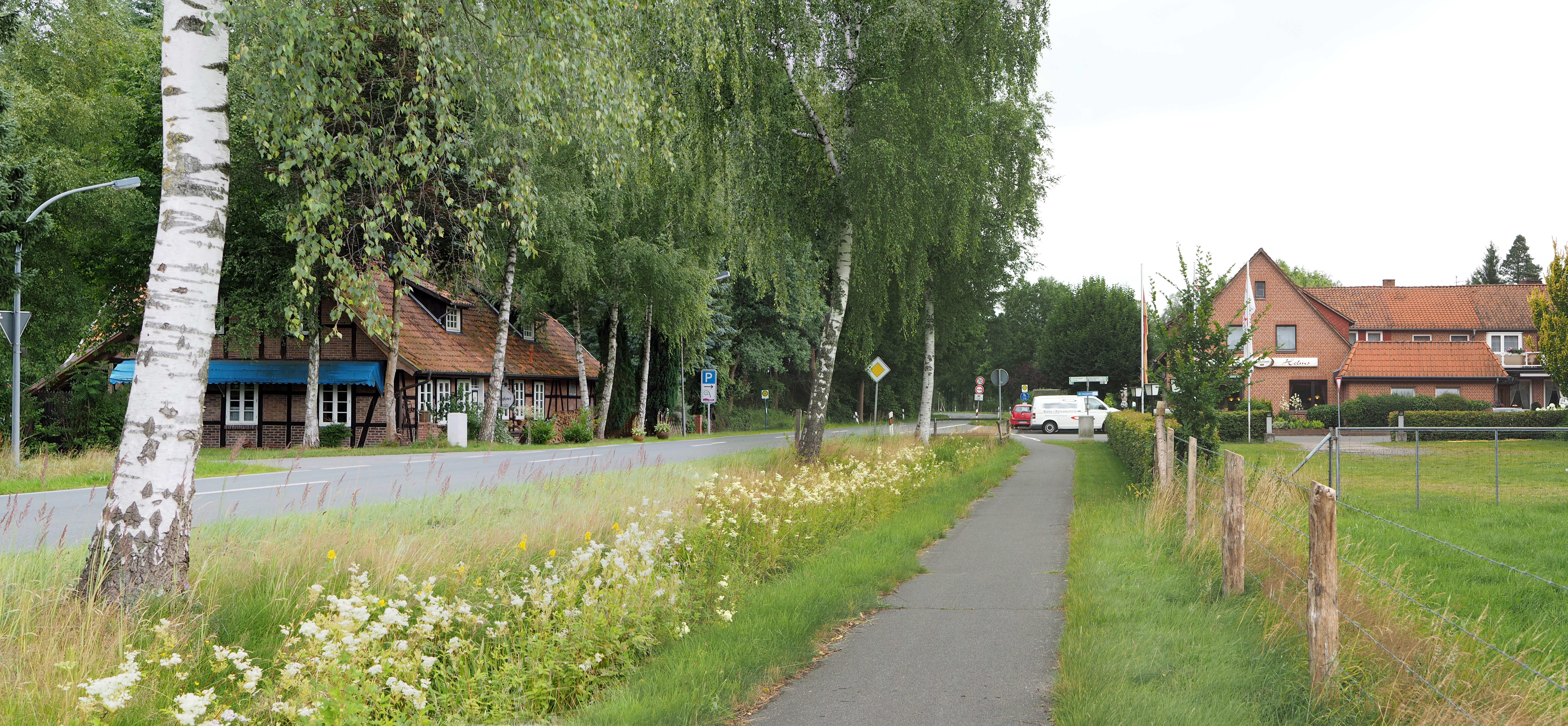
Altensalzkoth, nördlicher Ortseingang

## Geschichte

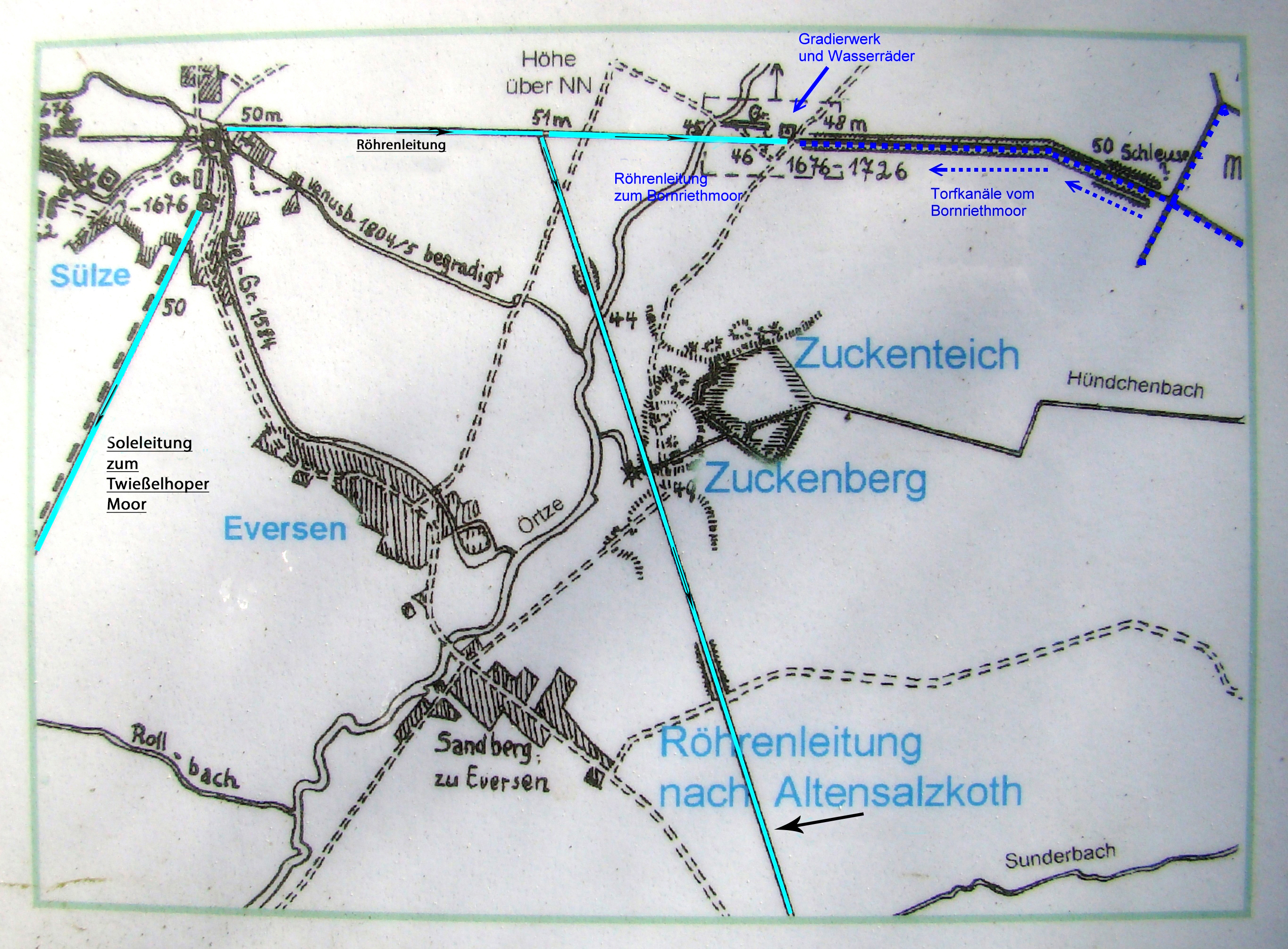
Soleleitung von Sülze nach Altensalzkoth

Die Geschichte Altensalzkoths ist eng mit der Saline in Sülze verbunden. Nachdem die Moore in der Nähe von Sülze erschöpft waren, wurden die Siedestellen von 1673 bis 1678 zunächst in das Bornriethmoor verlegt. 1719 wurden erste Überlegungen angestellt, die Siedestellen erneut zu verlegen, da auch das Bornriethmoor sich nunmehr erschöpfte. Dazu wurde die bestehende Röhrenleitung zum Moor ab Lindhorst an der Örtze entlang, vorbei ostwärts an Eversen zu dem südlich von Sülze liegenden „Scheuer Bruch“ in das dort neu entstehende Dorf Altensalzkoth verlegt. Die mit der Organisation des Umzugs betrauten Vermessungsleute bezeichneten diese neue Siedestelle in ihren Karten als Alte Salz Kath, woraus sich in späteren Jahren der heutige Dorfname entwickelte. 1723 war die neue Holz-Röhrenleitung  fertig. Ab 1725 wurde die Sole in den Salzkaten von Altensalzkoth gesiedet. Aufgrund zunehmender Schwierigkeiten, die Sülzer Sole wegen der langen Wege zu transportieren, wurde 1793 mit der Rückverlegung der Siedeanlagen nach Sülze begonnen. Ein Großteil der in der Saline Beschäftigten verließ daraufhin Altensalzkoth. Für die Zurückgebliebenen begann ein langer Kampf um die Zuteilung von Land, um mit der Landwirtschaft ihren Lebensunterhalt sichern zu können. Erst Jahre später, mit der Ausstattung der Siedlerstellen mit jeweils drei Morgen Wiese und sechs Morgen Ackerland, ging dieser Kampf zu Ende. War durch die erfolgten Landzuteilungen zumindest die Existenz grundlegend gesichert, so waren doch die Bewohner auch weiterhin noch auf einen Nebenerwerb angewiesen. Bedeutung erlangte zu jener Zeit das Böttchergewerbe. Zahlreiche Haushaltsgegenstände wurden aus den Hölzern heimischer Bäume gefertigt und auf den Celler und Hermannsburger Märkten verkauft.
Nach dem Ende des Zweiten Weltkriegs lebte der ehemalige SS-Obersturmbannführer Adolf Eichmann unter dem Namen Otto Heninger in Altensalzkoth. Aus US-amerikanischer Kriegsgefangenschaft geflohen, meldete er sich am 30. März 1946 im Gemeindebüro Eversen an und nahm eine Arbeit als Holzfäller in Altensalzkoth an. Als kurze Zeit später die ihn beschäftigende Firma insolvent ging, mietete er sich in eine leere Hofstelle ein und lebte in den folgenden Jahren vornehmlich von Gelegenheitsarbeiten. 1950 flüchtete Eichmann nach Argentinien, wo er wenige Jahre später vom Mossad aufgespürt und nach Israel gebracht wurde. Für seine Mitverantwortung am Holocaust wurde Eichmann zum Tode verurteilt. Der Autor und Dramaturg Peter Schanz schrieb unter dem Titel „Altensalzkoth. Eine Recherche in unserer Nachbarschaft“ ein Theaterstück über den Umgang mit Adolf Eichmanns Jahren in der Lüneburger Heide, das 2013 am Schlosstheater Celle uraufgeführt wurde.
Altensalzkoth war bis zur Eingemeindung nach Eversen im Jahre 1929 selbstständige Gemeinde. Am 1. Januar 1973 wurde Eversen in die Stadt Bergen eingegliedert.

## Verkehr
Altensalzkoth liegt an der von Celle nach Hermannsburg verlaufenden Landesstraße 240. Busse der Linie Celle – Faßberg der CeBus GmbH & Co. KG halten mehrmals täglich in Altensalzkoth und verbinden den Ort mit den umliegenden Dörfern. Der Bahnhof Altensalzkoth liegt an der Bahnstrecke Celle–Soltau. Der Personenverkehr wurde auf dieser Strecke 1975 eingestellt, seitdem findet nur noch Güterverkehr statt.

## Personen
- Adolf Eichmann (* 19. März 1906 in Solingen, † 31. Mai 1962 in Ramleh/Tel Aviv, Israel) lebte von 1946 bis 1950 in Altensalzkoth.